# حارة الشحادين (رواية)
حارة الشحادين  هي مجموعة من القصص للكاتب حنا مينا تدور احداثها في المدينة الاحب لقلب الكاتب الكبير حنا مينا مدينة اللاذقية في منطقة من المناطق الشعبية والقديمة في مدينة اللاذقية المدينة الساحلية الجميلة في سورية، وهذه المنطقة القريبة من منطقة الصليبة القديمة الأثرية وتسمى المنطقة حارة الشحادين <حي الاشرفية حاليا>ونشرت في جريدة العربي. تتحدث الرواية عن حياة الثوار في السجون، ورفضهم الاحتلال. كما مثلت ثورة المرأة عاى العادات وإادتها المشاركة في المقاومة.